# مارتی کیلا
مارتی کیلا (انگلیسی: Martti Ketelä؛ ۲۴ اکتبر ۱۹۴۴ – ۲۶ ژوئن ۲۰۰۲) ورزشکار دو و میدانی اهل فنلاند بود.
وی در مسابقات کشوری و بین‌المللی در مجموع برندهٔ ۱ مدال برنز شده‌است.